# Pic tridactyle
Picoides tridactylus
Espèce
Répartition géographique
Statut de conservation UICN

 LC  : Préoccupation mineure
Le Pic tridactyle (Picoides tridactylus) est une espèce d’oiseaux de la famille des Picidae, habitant les forêts résineuses ou mixtes de l’Europe jusqu’au nord-est de l’Asie et au Japon. Lié aux forêts en bon état de conservation, il constitue une espèce indicatrice de la qualité de son milieu.

## Étymologie
Le nom scientifique de l'espèce est Picoides tridactylus, composé de « Picoides », une héllenisation du latin « picus », signifiant « pic », avec l'ajout du suffixe « -oides » (qui a la forme de), et de « tridactylus » venant du grec « tri » = « trois » et « dactulos » (doigts). Ce nom signifie donc que le Pic tridactyle a trois doigts, contrairement aux autres pics qui en ont généralement quatre.
Le nom vernaculaire, Pic tridactyle, n'est qu'une francisation du nom scientifique.

## Description

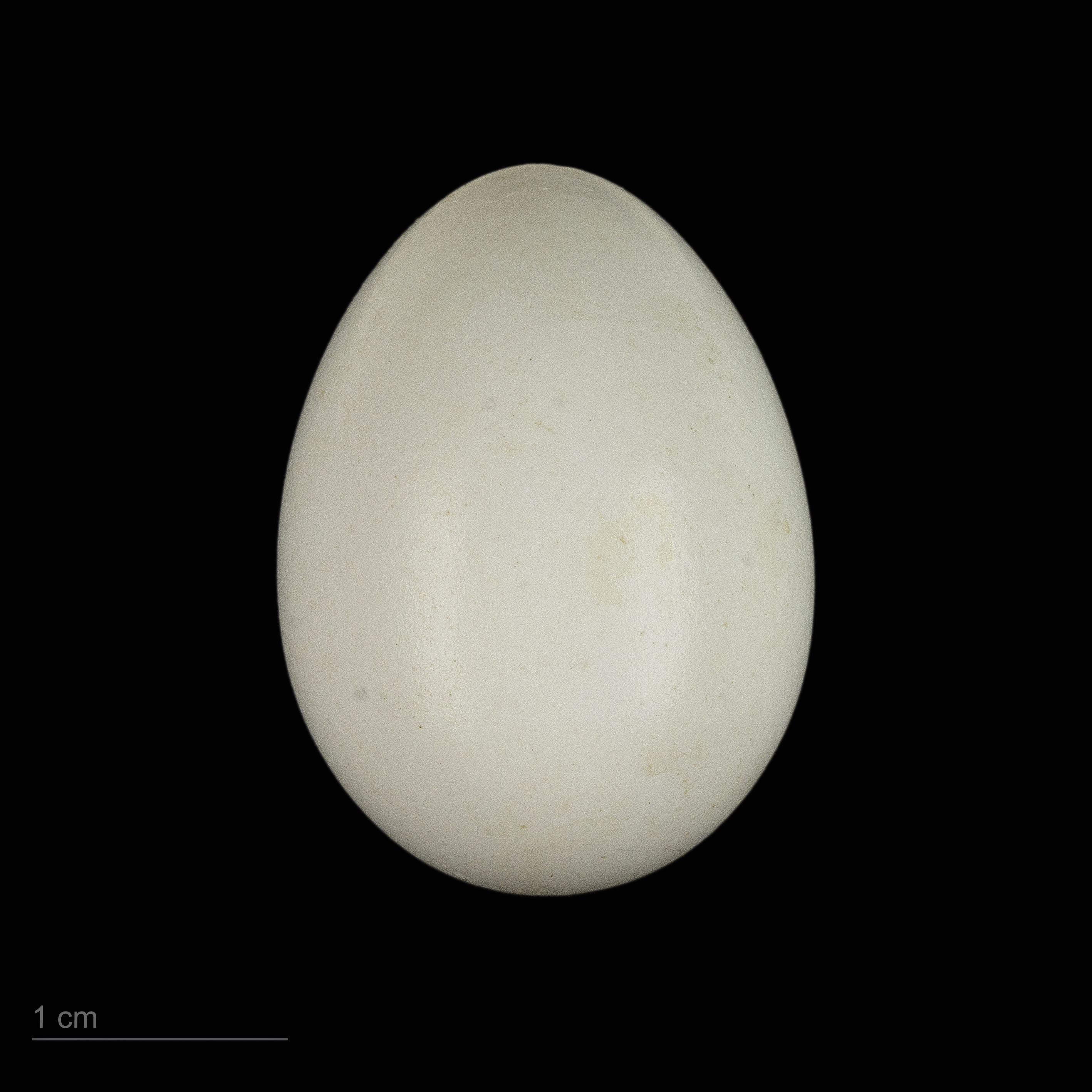
Œuf de Picoides tridactylus - Muséum de Toulouse.

Le Pic tridactyle est un oiseau mesurant 21 à 25 cm de long, du bec à la queue, pour une envergure de 37 à 40 cm et un poids de 63 à 80 g. Il ressemble au Pic épeiche mais est un peu plus petit. Ses pattes ont trois doigts, d'où son nom. Son plumage est sombre, avec les ailes noires, les flancs barrés de noir et les joues marquées d’une large bande noire. Une bande blanche part de la nuque et se prolonge sur tout le dos. Le mâle adulte et les juvéniles des deux sexes présentent une calotte jaune, absente chez la femelle adulte qui, elle, a une calotte noire. C'est le seul dimorphisme sexuel de l'espèce,,.

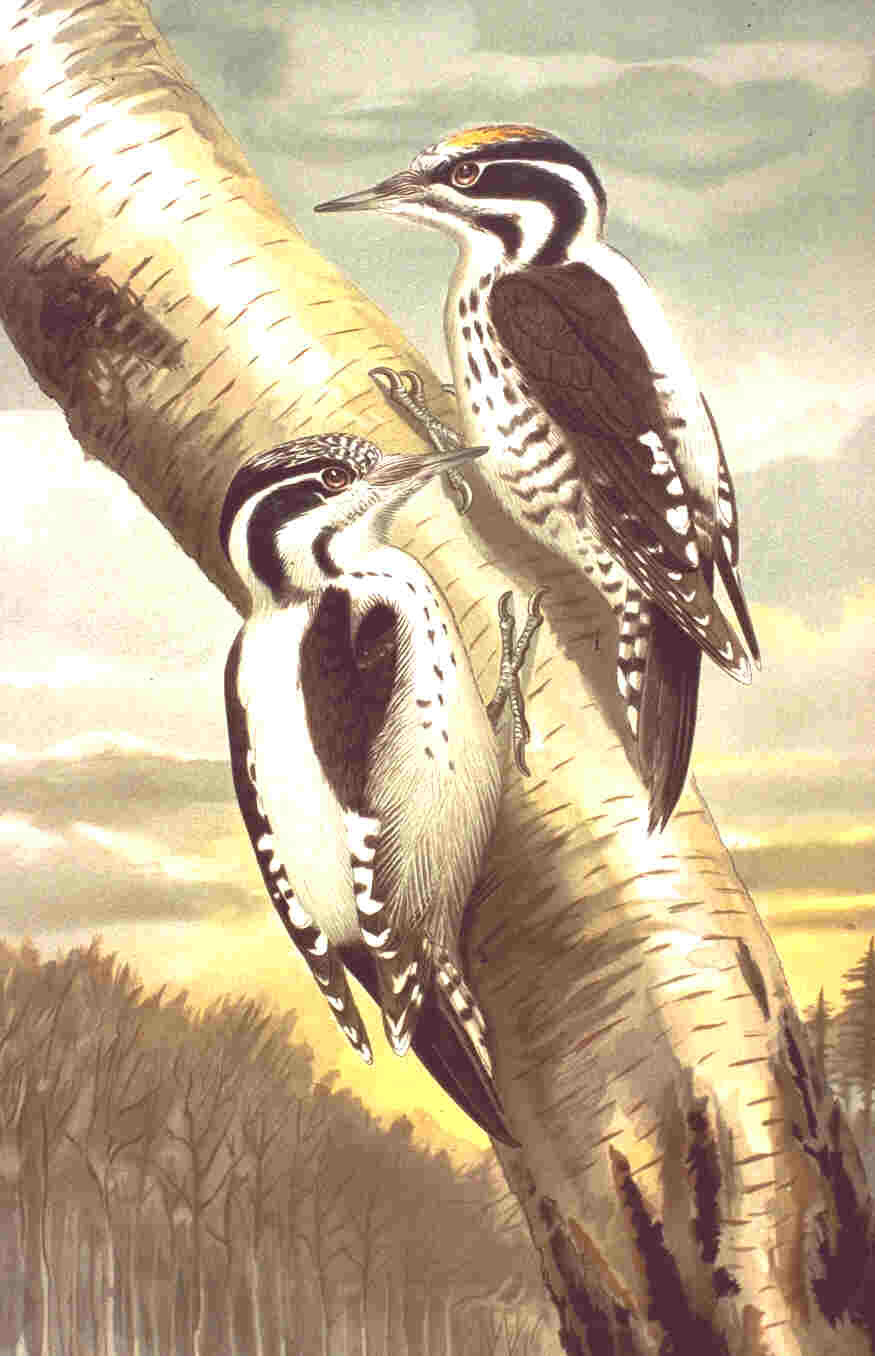
Illustration d'un mâle au dessus d'une femelle sur une branche.

## Cri
Le Pic tridactyle est plutôt silencieux. Il émet un « kwik » plus doux que celui du Pic épeiche. Le tambourinage, assurant le rôle de chant, est effectué par les deux sexes. Il est assez long (1,1 à 1,4 seconde). Les cris de quémandage des jeunes ressemblent à un bourdonnement aigu et continu.

## Mode de vie

### Habitat
Le Pic tridactyle apprécie les forêts mixtes et de conifères, avec des arbres dépérissants. L'espèce est présente en Eurasie, des Alpes au Kamtchatka. En France, elle n'est présente qu'en Savoie et Haute-Savoie et dans les points les plus hauts du Jura et de l'Ain. 

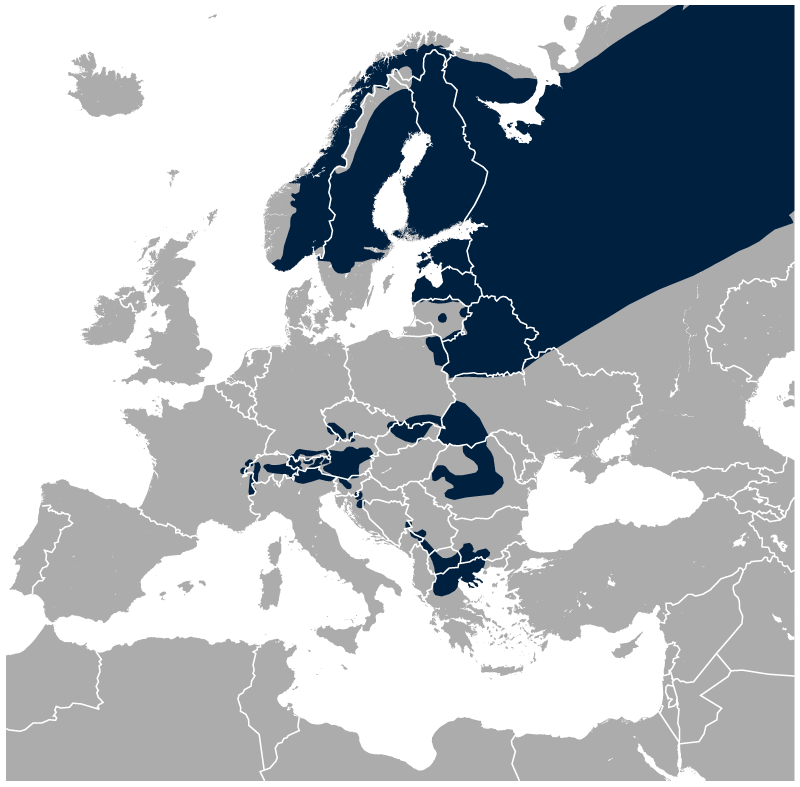
Répartition du Pic tridactyle en Europe.

### Alimentation
Ce pic consomme essentiellement des insectes et des larves qu'il va chercher sous l'écorce des arbres (souvent des sapins morts). Le mâle et la femelle se partagent un même arbre pour optimiser la recherche : le mâle s'occupe du bas de l'arbre pendant que la femelle s'occupe du haut. Il consomme également la résine des conifères qu'il atteint en trouant les écorces à l'aide de son puissant bec,.

### Reproduction

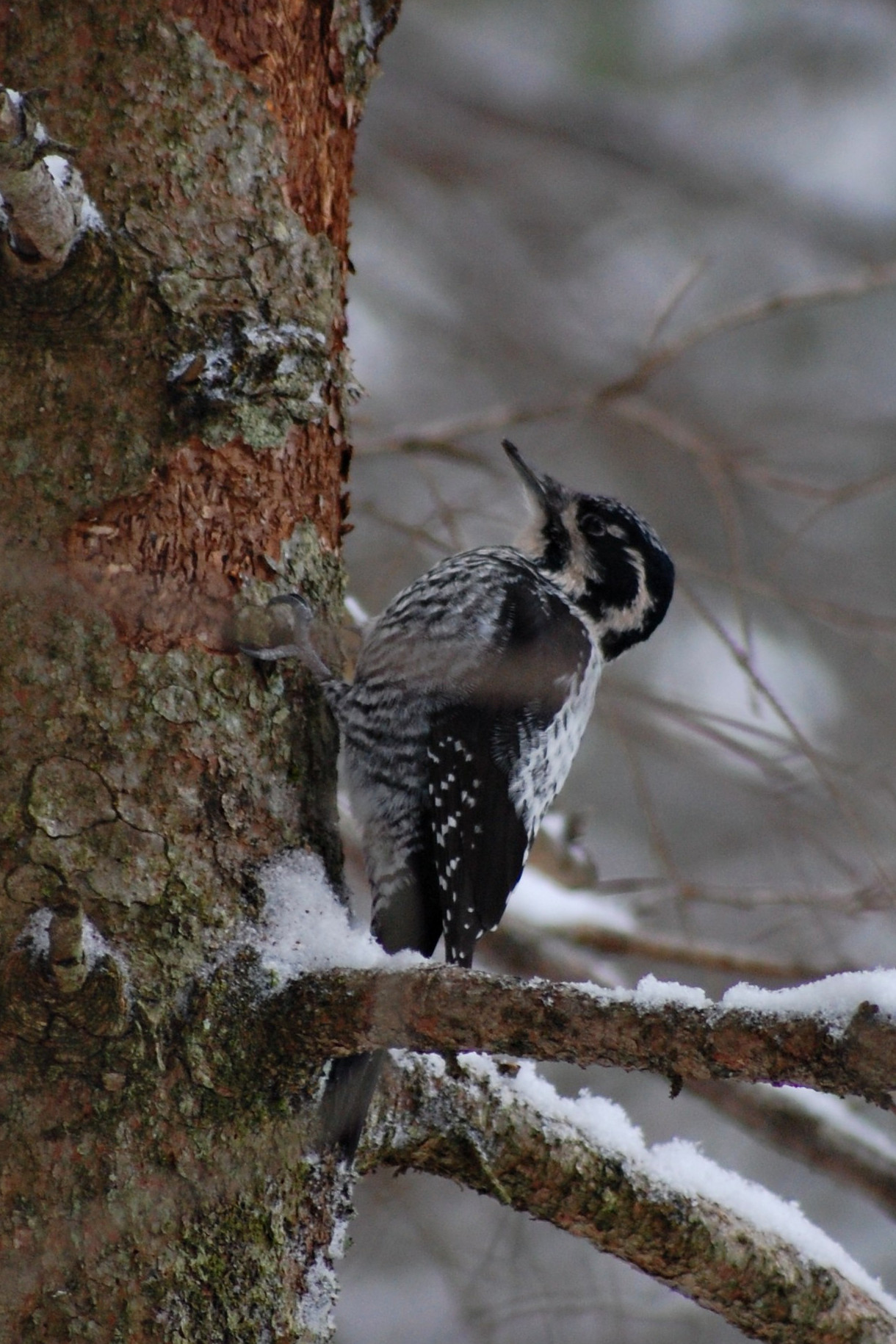
Une femelle photographiée dans les Alpes orientales, 2014.

La parade nuptiale peut commencer dès mars, cependant l'accouplement ne se fait qu'entre fin mai et juin. Comme tous les pics, le couple creuse une cavité dans un arbre mort entre 2 et 10 mètres d'altitude. La femelle pond environ 4 œufs qu'elle couve pendant 2 semaines. Après leur éclosion, les petits restent au nid pendant environ 3 semaines avant de prendre leur envol. Seuls un à deux jeunes atteignent l'âge de voler, ce qui est relativement peu.

## Systématique
Le Pic tridactyle appartient au genre Picoides (Lacépède, 1799), lui-même inclus dans la famille des Picidae (Aves, Piciformes), lui-même proche des espèces asiatiques du genre Yungipicus (Bonaparte, 1854). Avant d’être rapporté au genre Picoides, dont il constitue le type,, le Pic tridactyle a été décrit en 1758 par Carl von Linné sous le nom Picus tridactylus.
Huit sous-espèces de Pic tridactyle sont généralement reconnues :
- Picoides tridactylus tridactylus, incluant dzungaricus (Buturlin, 1907), altaicus (Buturlin, 1907), sakhalinensis (Buturlin, 1907) et stechowi (Sachtleben, 1920) : Nord de l’Europe, Sud de la Sibérie, Mandchourie, Sakhaline ;
- Picoides tridactylus crissoleucus (Reichenbach, 1854), incluant uralensis (Buturlin, 1907) et kolymensis (Buturlin, 1917) : Nord de la Sibérie ;
- Picoides tridactylus albidior (Stejneger, 1885) : Kamtchatka ;
- Picoides tridactylus funebris (J.Verreaux, 1871) : Centre-Ouest de la Chine et Tibet ;
- Picoides tridactylus alpinus (C.L.Brehm, 1831) : montagnes du Centre et du Sud-Est de l’Europe ;
- Picoides tridactylus tianschanicus (Buturlin, 1907) : Tian Shan ;
- Picoides tridactylus kurodai (Yamashina, 1930) : Nord-Est de la Corée ;
- Picoides tridactylus inouyei (Yamashina, 1943) : Hokkaido.

Les trois dernières sont parfois rassemblées au sein d’alpinus. Les sous-espèces septentrionales deviennent de plus en plus pâles vers l’est, et les sous-espèces méridionales sont plus foncées que les nordiques.
Deux espèces affines existent en Amérique du Nord, le pic à dos noir, P. arcticus (Swainson, 1932) et le pic à dos rayé, Picoides dorsalis (S.F.Baird, 1858). La dernière, constituant un ensemble de sous-espèces autrefois rattachées au pic tridactyle, a été séparée à la suite d'études portant sur des séquences d'ADN mitochondrial,.

## État des populations, pression et menaces
Comme tous les pics, le Pic tridactyle a sans doute beaucoup souffert de la raréfaction des bois morts et arbres sénescents en forêt. Les études de la « Station ornithologique suisse » ont démontré que la restauration de la quantité et qualité des bois morts et sénescents (suivies par l'Inventaire forestier national suisse) a permis une nette augmentation des populations reproductrices des espèces forestières dépendante de plusieurs types de bois mort (Pic noir, Pic épeiche, Pic mar, Pic épeichette, Pic vert, Pic tridactyle ainsi que Mésange huppée, Mésange boréale et Grimpereau des bois) de 1990 à 2008, dans des proportions variables selon les espèces.

Le Pic à dos blanc a même fortement agrandi son aire dans l’est de la Suisse.

Pour toutes les espèces suivies, hormis pour le Pic vert et le Pic mar,,, la disponibilité croissante en bois mort semble être le facteur explicatif le plus important. Ces espèces consommant les insectes parasites des arbres, on peut supposer que la résilience écologique des forêts en sera améliorée. Sur la base d'études de terrain et de la modélisation du réseau trophique, en Suisse, on recommande - dans tous les types de paysages forestiers - de conserver des parcelles d'au moins 1 km2 contenant en moyenne 5 % d’arbres morts sur pied (ou plus de 18 m3/ha), et un total d'au moins 9 % de bois mort au sol et sur pied (plus de 33 m3/ha).